# Ян Ґрек
Ян Ґрек (пол. Jan Grek; 10 січня 1875, Хоростків, Тернопільської обл. — 4 липня 1941, Львів) — польський професор медицини.
Батьки: Мальвіна Шейб і Петро Ґрек. Батько був економом в маєтку графів Сємєньських-Лєвіцьких. Брат — Міхал Ґрек — відомий львівський адвокат та посол у австрійському парламенті.
Закінчив медичний факультет Львівського університету (1901).
Працював:
1901—1907 — асистент кафедри гістології та ембріології Львівського університету;
1907—1912 — асистент кафедри внутрішніх хвороб Львівського університету;
1912—1914 — приватна практика у Львові;
1914—1921 — лікар у австрійській та польській арміях;
1921—1928 — доцент кафедри внутрішніх хвороб Львівського університету;
1928—1939 — професор кафедри внутрішніх хвороб Львівського університету;
1939—1941 — завідувач кафедри пропедевтики внутрішніх хвороб Львівського медичного інституту.
Президент Львівського лікарського товариства (1926).
Напрями наукових досліджень: діагностика та лікування висипного тифу, цирозу печінки, злоякісних анемій різного генезу, Базедової хвороби, інфекційного ендокардиту, септичних станів.
У серпні 1940 р. був гостем Всесоюзного комітету науки СРСР у Москві. Член міської ради Львова у радянський період.
Загинув трагічно — разом з іншими професорами Львова без суду страчений німецькими окупантами в ніч з 3 на 4 липня 1941 р.
Одружений був з Марією Пареньською (він був її третім чоловіком), дочкою відомого краківського лікаря, професора Ягайлонського університету Станіслава Пареньського. Сестра Марії Зофія була дружиною письменника Тадеуша Бой-Желенського, який під час війни знайшов притулок у Ґреків і разом із ними загинув на Вулецьких пагорбах.
Професор Я. Ґрек був відомим до війни колекціонером творів мистецтва, що ймовірно спровокувало німців (Айнзацкомандо під командуванням бригаденфюрера СС Карла Ебергарда Шьонґарта) «прибрати» всіх мешканців квартири, навіть прислугу, з метою пограбування дорогоцінної колекції.